# 기니의 국기

국기의 비율: 2:3

기니의 국기는 1958년 11월 10일에 제정되었다. 빨간색은 독립 운동으로 흘린 피를, 노란색은 황금과 태양, 녹색은 농업, 삼림, 나뭇잎, 번영을 나타낸다. 말리의 국기와는 색 배치가 반대이다.

## 색상
| 색상 | 빨강                | 노랑                 | 녹색               |
| ---- | ------------------- | -------------------- | ------------------ |
| RGB  | 206–17–28 (#CE1126) | 252–209–22 (#FCD116) | 0–148–96 (#009460) |

## 같이 보기
- 말리의 국기